# L'Impressionniste fin de siècle
L'Impressionniste fin de siècle és un curtmetratge mut de trucs francès de 1899 dirigida per Georges Méliès. Va ser llançat als Estats Units com a An Up-to-Date Conjurer, i al Regne Unit An Up-to-Date Conjuror. També fou coneguda com The Conjurer.

## Argument
Un prestidigitador i una ballarina de ballet realitzen una sèrie ràpida d'actes de màgia, que inclouen desaparicions, reaparició i transformacions.

## Producció
Méliès fa de prestidigitador. Els efectes especials de la pel·lícula es van crear amb sofisticats escamoteigs, amb els plans acuradament tallats i combinats per permetre que les transformacions de mig moviment semblin suaus.
Méliès va fer dues versions de L'Impressionniste fin de siècle, amb un ballarí diferent i diferents escenografies, a més de lleugeres variacions en l'acció. És possible que altres pel·lícules de Méliès també s'hagin rodat més d'una vegada. L'escenari de la versió més habitual de la pel·lícula es va reutilitzar per a la pel·lícula posterior de Méliès Nouvelles luttes extravagantes.

## Estrena i supervivència
La Star Film Company de Méliès va estrenar L'Impressionniste fin de siècle i comptava amb el número 183 als seus catàlegs. Una impressió de la pel·lícula havia estat redescoberta el 1947, quan va ser projectat pel Museu d'Art de San Francisco en un programa que també incloïa les pel·lícules de Méliès À la conquête du pôle, Le Voyage dans la Lune, Le Palais des mille et une nuits  i Hydrothérapie fantastique. L'altra versió de la pel·lícula, menys habitual,, amb la diferent ballarina i escenografia, es va descobrir més tard i es va projectar el juliol de 2011 a la conferència "Méliès, carrefour des attractions" al Centre culturel international de Cerisy-la-Salle.

## Recepció
L'estudiós del cinema John Frazer va qualificar la transformació a l'aire d'"encantadora", citant la pel·lícula com un bon exemple dels nombrosos curtmetratges de trucs de Méliès "en què l'objectiu principal és demostrar la màgia blanca possible a les pel·lícules". L'estudiosa del cinema Elizabeth Ezra va argumentar que les transformacions fluides de gènere entre l'home i la dona a la pel·lícula emfatitzen "la naturalesa procreativa de l'art [del mag]". L'estudiós Pasi Väliaho va plantejar que la pel·lícula "dissol la identitat de les formes en vectors de moviment", i que aquesta i les altres pel·lícules de trucs de Méliès utilitzen els cossos "en primer lloc com a llocs d'experimentació".